# Pelikan Łowicz
Pelikan Łowicz is een Poolse voetbalclub uit Łowicz. De club speelt in de II liga, groep oost. De clubkleuren van Pelikan zijn wit-groen.
De beste prestaties van de club is de promotie naar de II liga (huidige I liga) na het seizoen 2006/07.

## Bekende (oud-)spelers
- Grzegorz Piechna